# Elektrostal

Stadens vapen.

Elektrostal (ryska Электроста́ль) är en stad i Moskva oblast, Ryssland. Den är belägen ungefär 60 kilometer öster om Moskva och hade 158 222 invånare i början av 2015.